# Coupe d'Algérie de football 1996-1997
 (août 2024).
Si vous disposez d'ouvrages ou d'articles de référence ou si vous connaissez des sites web de qualité traitant du thème abordé ici, merci de compléter l'article en donnant les références utiles à sa vérifiabilité et en les liant à la section « Notes et références ».
Navigation
Coupe d'Algérie
1995-1996 Coupe d'Algérie
1997-1998
La Coupe d'Algérie de football 1996-1997 voit le sacre de l'USM Alger, qui bat le CA Batna en finale.
C'est la 3e Coupe d'Algérie remportée par l'USM Alger et c'est la toute 1re fois que le CA Batna atteint la finale de cette compétition.

## Trente-deuxièmes de finale
Sources
Les matchs des trente-deuxièmes de finale se sont joués le 20, 21, 23, 27, 31 mars 1997
| #  | Club 1                     | Résultat           | Club 2            | Buteurs | Date         | Stade                                     |
| -- | -------------------------- | ------------------ | ----------------- | --- | ------------ | ----------------------------------------- |
| 1  | JSM Béjaia                 | 1 - 1ap (5 - 4tab) | USM Blida         | Alleg 89e / R.Zouani 39e · USMB qualifié sur tapis vert, car un joueur suspendu (Dilmi Rabie) a participé à la rencontre | 20 mars 1997 | Stade de l'Unité maghrébine (Béjaia)      |
| 2  | IRB Laghouat               | 1 - 2              | OMR El Anasser    | | 20 mars 1997 | Stade de Laghouat                         |
| 3  | MB Rouissat                | 2 - 1              | IRB Ouargla       | | 20 mars 1997 | Stade de Rouissat                         |
| 4  | NR Bou Smail               | 3 - 0              | CRB Aïn Fakroun   | Gasmi 45e 53e Gherib | 20 mars 1997 | zéralda                                   |
| 5  | IRM Béchar                 | 1 - 1ap (4 - 5tab) | OM Arzew          | Kerroumi 8e / Chibane 38e                                                                                                | 20 mars 1997 | Stade du 20-Août-1955 (Béchar)            |
| 6  | ASC Université Batna       | 1 - 1ap (? - ?tab) | HAMRA Annaba      | - | 20 mars 1997 | Stade de Batna                            |
| 7  | CRB Mechria                | N.J                | CC Sig            | Forfait | 20 mars 1997 | Stade de Mechria                          |
| 8  | ES Sétif                   | 0 - 0ap (1 - 4tab) | JS Kabylie        | - | 21 mars 1997 | Stade 8 Mai 1945, (Sétif)                 |
| 9  | MC Alger                   | 2 - 0              | ESM Boudouaou     | Saïfi 7e, F.Dob 85e | 21 mars 1997 | Stade de Réghaia                          |
| 10 | WA Tlemcen                 | 3 - 0              | USM El Harrach    | Fares El-Aouni 40e Dahleb 51e Bensaha 81e                                                                                | 21 mars 1997 | Stade Colonel Lotfi, (Tlemcen)            |
| 11 | ES Guelma                  | 3 - 0              | MO Constantine    | ? | 21 mars 1997 | Stade Souidani-Boudjemaa, (Guelma)        |
| 12 | CR Sidi Naïl               | 2 - 0              | USH Constantine   | | 21 mars 1997 | Stade de Djelfa                           |
| 13 | NRB Gouray                 | 4 - 1              | SCM Oran          | Dahmani 43e Benane 68e Alaméne 70e Bouceha 87e / Zeddour 46e                                                             | 21 mars 1997 | Stade du 20-Août-1955 (Béchar)            |
| 14 | MB Bouira                  | 0 - 0ap (? - ?tab) | MC El Eulma       | - | 21 mars 1997 | Stade de Bouira                           |
| 15 | CB Mila                    | 0 - 1              | US Chaouia        | | 21 mars 1997 | Stade de Mila                             |
| 16 | HB El Bordj                | 2 - 1ap            | SRB Tazmalt       | Ould Moumena 40e (pen.) Dida 100e / Bouyahamed 75e                                                                       | 21 mars 1997 | Stade Fréres Bessafi d'El Bordj (Mascara) |
| 17 | USM Sétif                  | 2 - 1ap            | ASPC Tlemcen      | Soualma 91e 97e / Aggab 98e                                                                                              | 21 mars 1997 | Stade du 8-Mai-1945, (Sétif)              |
| 18 | WA Boufarik                | 3 - 1              | CR Belouizdad     | Gherib 17e Belbouz 46e Guetal 78e / Bakhti 58e (pen.)                                                                    | 21 mars 1997 | Stade Mohamed-Reggaz, (Boufarik)          |
| 19 | AS Ain M'lila              | 0 - 1ap            | IRB Khenchla      | | 21 mars 1997 | Stade de AS Ain M'lila                    |
| 20 | GC Mascara                 | 1 - 0ap            | CR Témouchent     | Kessassi 91e | 21 mars 1997 | Stade de l'Unité Africaine, (Mascara)     |
| 21 | RC M'zab                   | 0 - 0ap (? - ?tab) | NA Hussein Dey    | - | 21 mars 1997 | Stade Communal de Ghardaia                |
| 22 | CRB Djendel                | 1 - 2              | MC Saida          | Heniche 44e / Sahraoui 52e Khedda 62e                                                                                    | 20 mars 1997 | Khemis Meliana                            |
| 23 | JSM Cheraga                | 0 - 2              | JSM Skikda        | | 20 mars 1997 | Stade de Cheraga                          |
| 24 | CRB Bougtob                | 1 - 1ap (1 - 3tab) | CS Constantine    | Semmahi 82e / Benamara Sid-Ahmed 77e                                                                                     | 21 mars 1997 | Stade Communal de Bougtob                 |
| 25 | MCB Oued El Alleug (Blida) | 0 - 4              | HB Chelghoum Laid | | 21 mars 1997 | Blida                                     |
| 26 | ES Mostaganem              | 2 - 0              | USM Annaba        | Djender 48e Merrakchi 84e                                                                                                | 21 mars 1997 | Stade Hamou Maroki (Mostaganem)           |
| 27 | CA Batna                   | 4 - 0              | WA Mostaganem     | Arribi 15e 47e Guechir 74e Dob 84e                                                                                       | 23 mars 1997 | Stade Mustapha-Sefouhi                    |
| 28 | ES Firma (D ph-centre)     | 0 - 6              | USM Alger         | Hamdoud 7e Semati 12e, Hadj Adlane 28e 39e, Zekri 42e, Djahnine 49e                                                      | 31 mars 1997 | Stade Maâmar Sahli, (Chlef)               |
| 29 | IB Khemis El Khechna       | 3 - 1              | MC Oran           | Allou 1re Bouchettout 3e 40e / Osmane 23e                                                                                | 27 mars 1997 | Stade Communal de Khemis El-Khechna       |
| 30 | ASM Oran                   | 1 - 1ap (6 - 5tab) | USM Aïn Beïda     | Ben Khaled 52e / Amokrane 56e                                                                                            | 31 mars 1997 | Stade Habib-Bouakeul, (Oran)              |
| 31 | CRB Ain Sefra              | 3 - 0 (n.j)        | MSP Batna         | forfait | 31 mars 1997 | Stade de Naama                            |
| 32 | CSB Asla                   | 1 - 0              | IR Ouled Naïl     | | 20 mars 1997 | Stade de Naama                            |

## Seizièmes de finale
Sources :
Les matchs des seizièmes de finale se sont joués les 14, 15 et 16 avril 1997
| #  | Club 1                     | Résultat             | Club 2              | Buteurs                                                             | Date       | Stade                                                 |
| -- | -------------------------- | -------------------- | ------------------- | ------------------------------------------------------------------- | ---------- | ----------------------------------------------------- |
| 1  | JSM Skikda (D2)            | 2 - 2ap (2 - 3tab)   | USM Alger (D1)      | Ahcene Djabalah 14e, younes 41e / Ait belkacem 18e, Hadj Adlane 38e | avril 1997 | Stade abd el hamid bouteldja skikda                   |
| 2  | CRB Mecheria (D2)          | 1 - 1ap(3 - 4tab)    | MC Alger (D1)       | Adjedir 32e / Ait tahar 45e                                         | avril 1997 | Stade Guesbaoui de Mechria, Mecheria                  |
| 3  | CA Batna (D1)              | 2 - 0                | NA Hussein Dey (D1) | Benhassen 40e, Koulib 44e                                           | avril 1997 | Stade Mustapha-Sefouhi, Batna                         |
| 4  | IRB Khemis El Khechna (D2) | 0 - 3ap              | JS Kabylie (D1)     | Meftah 102e, Benhamlet 103e, Boubrit 115e                           | avril 1997 | Stade communal Zerrouki Abdelkader, Khemis El Khechna |
| 5  | MC Saïda (D2)              | N/J*                 | ES Guelma (D2)      | Forfait de l'ES Guelma                                              | avril 1997 | Stade Freres Bracci, Saïda                            |
| 6  | NRB Gouray                 | 1 - 2                | WA Tlemcen (D1)     | Rahmani 30e / Bettedj 65e, Dahleb Ali 70e                           | avril 1997 | Stade Ennassr de Bechar, Bechar                       |
| 7  | CRB Ain Sefra              | 0 - 1ap              | WA Boufarik (D1)    | Kessbaoui 115e                                                      | avril 1997 | Stade communal de Ain Sefra, Aïn Sefra                |
| 8  | OMR El Anasser (D2)        | 4 - 0                | US Chaouia (D1)     | Bessaoud 27e 32e, Hariti 36e, Hanine 65e                            | avril 1997 | Stade du 20-Août-1955, Belouizdad                     |
| 9  | IRB Khenchela (D2)         | 3 - 1                | MB Rouissat         |                                                                     | avril 1997 |                                                       |
| 10 | NR Boussmail               | 0 - 0ap (5 - 4tab)   | CS Constantine (D1) | /                                                                   | avril 1997 | Stade municipal de Bousmail, Bou Ismaïl               |
| 11 | MB Bouira                  | 1 - 0ap              | ASM Oran (D2)       |                                                                     | avril 1997 |                                                       |
| 12 | HB El Bordj                | 1 - 0                | IRM Béchar          | Benchaicha 34e                                                      | avril 1997 | Stade Freres Bessafi, El Bordj                        |
| 13 | USM Sétif                  | N/J*                 | CR Sidi Naïl (D2)   | Forfait du CR Sidi Naïl                                             | avril 1997 | Stade du 8-Mai-1945, Sétif                            |
| 14 | HB Chelghoum Laid (D2)     | 1 - 0                | ES Mostaganem (D2)  |                                                                     | avril 1997 | Stade 11 décembre 1961, Chelghoum Laid                |
| 15 | IR Ouled Naïl              | 0 - 0ap (11 - 12tab) | GCR Mascara (D2)    | /                                                                   | avril 1997 | Stade de Djelfa, Djelfa                               |
| 16 | Hamra Annaba               | 1 - 1ap (2 - 4tab)   | USM Blida (D2)      | Driss 9e / Medjahed 18e                                             | 6 mai 1997 | Stade Abdelkader-Chabou, Annaba                       |

## Huitièmes de finale
Les matchs des huitièmes de finale se sont joués les 15, 16, 19 mai et 7 juin 1997
| # | Club 1                 | Résultat           | Club 2              | Buteurs                                               | Date                 | Stade                                     | Rapport     |
| - | ---------------------- | ------------------ | ------------------- | ----------------------------------------------------- | -------------------- | ----------------------------------------- | ----------- |
| 1 | HB El Bordj (D3)       | 1 - 1ap (6 - 7tab) | IRB Khenchela (D2)  | Dida 39e / Boussaada 27e                              | Jeudi 15 mai 1997    | Stade Freres Bessafi, El Bordj            | [ Match 1 ] |
| 2 | HB Chelghoum Laid (D2) | 1 - 1ap (4 - 2tab) | GC Mascara (D2)     | Belfartas 75e / Belloumi 77e                          | Jeudi 15 mai 1997    | Stade Bendjabalah Said de, Chelghoum Laid | [ Match 1 ] |
| 3 | USM Sétif (D3)         | 0 - 0ap (3 - 2tab) | USM Blida (D2)      | /                                                     | Jeudi 15 mai 1997    | Stade du 8-Mai-1945, Sétif                | [ Match 1 ] |
| 4 | WA Boufarik (D1)       | 3 - 1              | OM Ruisseau (D2)    | Guessbaoui 40e Hassab 45e Belbouz 78e / Louznadji 37e | Jeudi 15 mai 1997    | Stade du 20-Août-1955, Belouizdad         | [ Match 1 ] |
| 5 | MC Alger (D1)          | 2 - 1ap            | MB Bouira (D4)      | Dob 110e Ait tahar 115e / Saidi 118e                  | Vendredi 16 mai 1997 | Stade de Bouira                           | [ Match 1 ] |
| 6 | CA Batna (D1)          | 1 - 0              | JS Kabylie (D1)     | M.Dob 14e                                             | Lundi 19 mai 1997    | Stade Mustapha-Sefouhi, Batna             | [ Match 1 ] |
| 7 | MC Saida (D2)          | 0 - 1              | WA Tlemcen (D1)     | A.Dahleb 95e                                          | Lundi 19 mai 1997    | Stade Freres Bracci, Saïda                | [ Match 1 ] |
| 8 | USM Alger (D1)         | 3 - 0*             | CS Constantine (D1) | *forfait*                                             | Samedi 7 juin 1997   | Stade Omar-Hamadi, Bologhine              | [ Match 1 ] |

## Quarts de finale
Les matchs des quarts de finale se sont joués le 29 juin 1997.
| # | Club 1             | Résultat           | Club 2                 | Buteurs                                 | Date         | Stade                                | Rapport     |
| - | ------------------ | ------------------ | ---------------------- | --------------------------------------- | ------------ | ------------------------------------ | ----------- |
| 1 | IRB Khenchela (D2) | 0 - 1ap            | MC Alger (D1)          | Slatni 113e                             | 29 juin 1997 | Stade du 8-Mai-1945, Sétif           | [ Match 2 ] |
| 2 | WA Tlemcen (D1)    | 0 - 1ap            | USM Alger (D1)         | Hadj Adlane 102e                        | 29 juin 1997 | Stade Hamou Marroki, Mostaganem      | [ Match 3 ] |
| 3 | CA Batna (D1)      | 1 - 1ap (5 - 4tab) | HB Chelghoum Laid (D2) | Djenene 75e / Laaziz 57e                | 29 juin 1997 | Stade Chahid-Hamlaoui, Constantine   | [ Match 4 ] |
| 4 | USM Sétif (D3)     | 1 - 2              | WA Boufarik (D1)       | Hamouche 64e / Boughrab 1re, Hassab 85e | 29 juin 1997 | Stade du 1er-Novembre-54, Tizi Ouzou | [ Match 5 ] |

## Demi-finales
Les matchs des demi-finales se sont joués le 2 juillet 1997.
| # | Club 1    | Résultat           | Club 2      | Buteurs          | Date                    | Stade                                | Rapport     |
| - | --------- | ------------------ | ----------- | ---------------- | ----------------------- | ------------------------------------ | ----------- |
| 1 | USM Alger | 1 - 0ap            | WA Boufarik | Hadj Adlane 119e | Mercredi 2 juillet 1997 | Stade du 1er-Novembre-54, Tizi Ouzou | [ Match 6 ] |
| 2 | CA Batna  | 0 - 0ap (4 - 3tab) | MC Alger    | -                | Mercredi 2 juillet 1997 | Stade du 8-Mai-1945, Sétif           | [ Match 7 ] |

## Finale
La finale a eu lieu au Stade 5 juillet 1962 à Alger, le 5 juillet 1997.
| Titulaires : |  |
| |  |
| 1 • Laïd Belgherbi · 2 • Mohamed Hamdoud · 5 • Fayçal Hamdani · 4 • Abdelouahab Tizaouine · 3 • Tarek Ghoul · 6 • Farid Djahnine · 7 • Tarek Hadj Adlane · 8 • Billel Dziri · 9 • Nacer Zekri 77e · 10 • Hamid Ait Belkacem 62e · 11 • Salaheddine Mehdaoui 91e · |  |
| Remplaçants : |  |
| 16 • Fouad Smati 62e · 17 • Salim Khouni 77e · 13 • Djamel Menad 91e · ? • Samir Sloukia · ? • Rachid Boumrar · ? • Abdelmalek Braki · ? • Brahim Salhi · ? • Sid Ahmed Marsel · ? • Mehdi Khelfouni · ? • Farid Belmellat ·                                      |  |
| Entraîneur : |  |
| Mustapha Heddane |  |

| Titulaires : |  |
| |  |
| 18 • Messaoud Smail · 3 • Aziz Mezedjri · 5 • Abdelhalim Bouarrara · 4 • Salim Aribi · 2 • Messaoud Khellout · 6 • Mouloud Saker · 7 • Mounir Dob 74e · 8 • Mourad Koulib 81e · 9 • Abdelmalek Aissaoui 83e · 10 • Abdelaziz Guechir · 11 • Seddik Djenane · |  |
| Remplaçants : |  |
| 14 • Youcef Kaoua 74e · 12 • Abdelmoumene Dahgal 81e · 17 • Rebie Ziadi 83e · ? • Abdelhak Saad Saoud · ? • Boualem Bensaci · ? • Abdelkader Loula · ? • Lazhar Hassan · ? •Abdelghani Mehri · ? •Fouad Cheriet ·                                            |  |
| Entraîneur : |  |
| Belkacem Mokdadi et Mustapha Aggoune |  |

| Titulaires : |  |
| |  |
| 1 • Laïd Belgherbi · 2 • Mohamed Hamdoud · 5 • Fayçal Hamdani · 4 • Abdelouahab Tizaouine · 3 • Tarek Ghoul · 6 • Farid Djahnine · 7 • Tarek Hadj Adlane · 8 • Billel Dziri · 9 • Nacer Zekri 77e · 10 • Hamid Ait Belkacem 62e · 11 • Salaheddine Mehdaoui 91e · |  |
| Remplaçants : |  |
| 16 • Fouad Smati 62e · 17 • Salim Khouni 77e · 13 • Djamel Menad 91e · ? • Samir Sloukia · ? • Rachid Boumrar · ? • Abdelmalek Braki · ? • Brahim Salhi · ? • Sid Ahmed Marsel · ? • Mehdi Khelfouni · ? • Farid Belmellat ·                                      |  |
| Entraîneur : |  |
| Mustapha Heddane |  |

| Titulaires : |  |
| |  |
| 18 • Messaoud Smail · 3 • Aziz Mezedjri · 5 • Abdelhalim Bouarrara · 4 • Salim Aribi · 2 • Messaoud Khellout · 6 • Mouloud Saker · 7 • Mounir Dob 74e · 8 • Mourad Koulib 81e · 9 • Abdelmalek Aissaoui 83e · 10 • Abdelaziz Guechir · 11 • Seddik Djenane · |  |
| Remplaçants : |  |
| 14 • Youcef Kaoua 74e · 12 • Abdelmoumene Dahgal 81e · 17 • Rebie Ziadi 83e · ? • Abdelhak Saad Saoud · ? • Boualem Bensaci · ? • Abdelkader Loula · ? • Lazhar Hassan · ? •Abdelghani Mehri · ? •Fouad Cheriet ·                                            |  |
| Entraîneur : |  |
| Belkacem Mokdadi et Mustapha Aggoune |  |

| USM Alger | CA Batna |